# Табір дощового черв'яка
 Regenwurmlager  («Табір дощового черв'яка») — покинутий укріплений район на заході Польщі (поблизу міста М'єндзижеч, на північ від Зеленої Гури) .
Був споруджений Німеччиною в 20-40-х роках минулого століття. Діяв до весни 1945 р., потім частково був затоплений нацистськими військами. Окремі джерела стверджують, що внутрішні приміщення мало постраждали.
Складається з безлічі бункерів, з'єднаних системою тунелів і коридорів .
У вісімдесяті роки XX століття була проведена поглиблена інженерно — саперна розвідка силами радянських військ. На радянських картах позначався як Мезеріцький укріпрайон.